# Nato (chanteuse)
Pour les articles homonymes, voir Nato.
Ne doit pas être confondu avec Natoo.
Nato est le nom de scène de la chanteuse russe Natalia Chevliakova (en russe, Наталья Шевлякова) née le 3 octobre 1979 à Tiflis, en Géorgie. Toutefois, elle se distingue par le fait qu'elle ne chante pas en russe mais en tadjik.
Nato a été découverte et lancée sur la scène mondiale par le producteur Ivan Chapovalov, qui a aussi été à l'origine du succès de t.A.T.u.. Un peu sur le même modèle que t.A.T.u, Nato joue la carte de la provocation. En effet, avec une apparente critique du pouvoir russe et une tenue vestimentaire rappelant celle des « Black Widows » – ces veuves kamikazes tchétchènes dont on entend peu parler en Europe de l'Ouest – Nato se démarque des autres chanteuses russes.
Nato a commencé sa carrière en 2000, mais n'est connue que depuis juin 2005, après son contrat avec Ivan Chapovalov.

## Discographie
2004 : Chorjavon (Чорчовон)